# 野元愛
野元 愛（のもと まなみ、1996年2月10日 - ）は、日本の女性ライバー、元タレントであり、女性アイドルグループ・アイドリング!!!およびHOP CLUBの元メンバー。
大阪府出身。Traum所属。タレント時代はホリプロ大阪に所属していた。

## 略歴
- 芸能界を目指し、初めてスターダストプロモーションのオーディションを受験するも「極度の緊張から面接で号泣し」不合格[4]。
- 2008年、女子キャプテンを務めていたドッジボールクラブチーム「藤井寺避球倶楽部 大和魂」を卒部。
- 2009年10月18日、第34回ホリプロタレントスカウトキャラバン決勝大会進出者11人の内の1人となる（グランプリは小島瑠璃子）。
- 2009年、アイドリング!!!4期生オーディションに参加。4期候補生15名のうちの1人に選出され、2010年1月に行われた「アイドリング!!! 7thライブ 人生=修行ナリング!!!」においてお披露目。
- 2010年3月6日、最終審査「アイドリング!!! 4期生ファイナルオーディショング!!!」において正式に4期生に選出される[5]。それに伴いホリプロ大阪に所属となり、HOP CLUBに参加。
- 2010年4月、アイドリング!!!24号として活動を始める。
- 2010年10月より、特撮テレビドラマ『古代少女隊ドグーンV』にドカちゃん役でレギュラー出演。
- 2011年1月19日、1stイメージビデオ『Manaty KISS』をリリース。2月6日に後藤郁、尾島知佳と合同発売イベントを開催した[6]。
- 2011年3月30日より『Rの法則』（NHK教育テレビ）にレギュラー出演。
- 2012年12月26日、12月末をもってアイドリング!!!を卒業し芸能界を引退することを発表[7][8]。「私自身と家庭の事情で、いろいろ迷い、悩みましたが、今回、大阪の実家に帰ることにしました」とコメント。アイドリング!!!総合プロデューサーの門澤清太は「我々運営も戸惑いながらも所属事務所、ご本人、ご家族の決断を優先させていただくこととなりました」と説明[9]。2013年2月13日リリースが予定されていたシングル『さくらサンキュー』のPVに参加しており、また、2013年1月からの新番組『野元愛×後藤郁×尾島知佳の結束BANG!!!』（Pigoo HD）が決定していたことから、この卒業と芸能界引退が急な決定であったことがうかがえる。
- 2020年3月から17 LiveやPocochaでライブ配信を始め、2023年12月にTikTokへ移行し本格的にライバー活動を開始する[3]。

## 人物
- 趣味はダンス[10][1]、変顔。
- 特技は笑顔[10][1]、ドッジボール、ゴリラの物真似。
- 好きな食べ物は「お肉が一番！でも何でも好きです」とのこと[10]。
- 母はダンス教室を主宰し[10]、短大・高校などでダンスの講師を務めている[11]。
- 2020年現在で4歳になる娘がいる。
- 「品はちライブ in NGK」のために帰阪した際、他7人のメンバーと共に、古巣である藤井寺に凱旋し、「大和魂」のメンバーと再会している[12]。
- 略歴前述の卒部式では試合前のローカルプロレスラーとドッジボールをして、野元のボールを受けたレスラーが指を骨折するなどの重傷を負う。

### エピソード
- 愛称の「まなみーぜ」は、アイドリング!!!で同期の倉田瑠夏による命名[13]。当初は倉田も「呼んでいるのは自分だけ」とする状態だったが、他のメンバーにも徐々に浸透していった。また、滝口ミラからは「まなてぃ」と呼ばれている。

アイドリング!!!関連
- アイドリング!!!では24号、イメージフラワーは「ワスレナグサ」。
- メンバーの尾島知佳、元メンバーの谷澤恵里香、森田涼花、後藤郁は、同じ事務所に所属[注釈 1]、森田、後藤は同じ寮にも住んでいて特に後藤は「相方」などと呼び合う仲であった。
- 滝口ミラとは、アイドリング!!!では在籍時期が重なっていないが、HOP CLUBでは野元の加入から解散までの2年間共に在籍しており、接点が多い。滝口のニコニコ生放送「滝口ミラのミラっちょカフェへようこそ」には、HOP CLUB全員での出演を含め、最多となる3度のゲスト出演をしている。
- 岐阜県関市立小金田中学校の修学旅行生100人が観客として収録を観覧した回で、修学旅行生に聞いた「同じクラスだったら友達になりたい」というランキングで、21人と最多得票で1位になった。番組内で発表されたのは上位5人だが、4期生としては唯一のランクインである。
- 加入間も無い沖縄ロケで日焼けをし、メンバーからはその容姿を「サーターアンダギー」「サーターちゃん」などと呼ばれていた。
- 加入後しばらくして太り始め、司会のバカリズム（升野英知）に「外岡、谷澤、フォンチーに続く悪い流れ」と苦言される。2011年8月6日放送「南の島のアイドリング!!!」では升野に腹肉をつままれてしまう。その後ダイエット企画などを経て、2011年6月以降はダイエット目的でキックボクシングのジムに通っていた。

## 作品

### イメージビデオ
1. Manaty KISS（2011年1月19日、ポニーキャニオン）
2. なままなみ（2011年5月27日、晋遊舎）
3. 全力愛（ゼンリョクマナ）（2011年8月24日、イーネット・フロンティア）
4. まなフレッシュ!（2011年11月20日、ラインコミュニケーションズ）
5. ピュア・スマイル（2012年3月23日、竹書房）

## 出演

### テレビ
- アイドリング!!!（2010年4月 - 2015年10月、フジテレビワンツーネクスト）
- アイドリング!!!日記 → アイドリング!!! (地上波版)（2010年4月 - 2015年10月、フジテレビ、フジテレビONE・TWO）
- ホップクLOVE2（2010年10月 - 、エンタ!371・Pigoo HD）
- 負けたら打ち切り!番組対抗No.1決定戦 （2011年1月1日、エンタ!371・Pigoo HD）※「HOPチーム」で出場
- Rの法則（2011年3月30日 - 、NHK教育テレビ） - 第1期R'sメンバー（R'sナンバー000001「まなみん」）
- 野元愛×後藤郁×尾島知佳の結束BANG!!!（2013年1月 - 2013年3月、PigooHD）

### ドラマ
- 古代少女隊ドグーンV（2010年10月 - 12月、毎日放送） - ドカちゃん 役
- アイドル都市伝説「さとるくん」（2012年8月19日 - 11月11日、スカパーHD!ガールズエンタメ専門ch「PigooHD」） - 彩 役

### イベント
- サマーパーティー ホリプロ50周年記念!!アイドル50人大集合!!powered byニコニコ動画（2010年8月24日 、赤坂BLITZ）
- アイドリング!!! 4期生ファーストDVD発売記念イベント（2011年2月6日）
- TikTokシンポジウム in 京都（2024年5月25日、キャンパスプラザ京都） - パネリスト

### 映画
- 2ちゃんねるの呪い 劇場版（2011年8月6日公開、ジョリー・ロジャー、永江二郎監督） - 蓮井樹 役

### ネット配信
- おじまなの「ニコぽよ!〜下目黒JK会議室〜」（2011年4月 - 、ニコニコ生放送）

### 舞台
- 企画演劇集団ボクラ団義『ゴーストライターズ』（2011年4月、シアターグリーン BOX in BOX THEATER / 4月 - 5月、in→dependent theatre 2nd）
- 企画演劇集団ボクラ団義『オーバースマイル』（2011年8月、シアターグリーン BOX in BOX THEATER / 9月、in→dependent theatre 2nd）
- “STRAYDOG”Produce『問題のない私たち』（2012年4月、座・高円寺1）
- “STRAYDOG”Produce『へなちょこヴィーナス』（2012年9月、ポケットスクエア テアトルBONBON）
- “STRAYDOG”Produce『女の子ものがたり』（原作：西原理恵子 / 脚本・演出：森岡利行、2012年10月18日 - 21日、紀伊國屋ホール）

## 書籍

### 写真集
- 野元愛 15歳（2011年3月26日、晋遊舎、撮影：西田幸樹）ISBN 9784863912588

### ムック本
- Chu→Boh vol.39（2010年9月3日、海王社）ISBN 978-4796460156

### カレンダー
- 野元愛2011年カレンダー（2010年10月9日、トライエックス）
- 野元愛2012年カレンダー（2011年10月22日、トライエックス）